# Nicolai Næss
Nicolai Næss (* 18. Januar 1993 in Oslo) ist ein norwegischer Fußballspieler. Der Innenverteidiger steht seit März 2022 bei Stabæk Fotball unter Vertrag.

## Verein
Næss begann seine fußballerische Laufbahn in seiner Heimat Norwegen beim unterklassigen Verein Klemetsrud IL. Später schloss er sich der Jugendabteilung von Vålerenga Oslo an, wo er 2012 in die Profimannschaft aufstieg. Dort gab er am 31. März 2012 bei der 2:3-Niederlage im Ligaspiel gegen Strømsgodset IF sein Profidebüt, als er in der 77. Spielminute für Kristofer Hæstad eingewechselt wurde. Zur folgenden Saison wechselte er zu Stabæk IF in die zweite Liga, stieg mit dem Verein aber nach Saisonende wieder in die erste norwegische Liga auf und etablierte sich in der Folge dort. Am 30. März 2014 erzielte er am 1. Spieltag der Saison 2014 beim 3:0-Sieg gegen Sogndal Fotball seinen ersten Profitreffer. Auch Næss selbst etablierte sich in der Innenverteidigung von Stabæk. 
Nach der eher mäßigen Saison 2016, in der sich Stabæk erst in der Relegation den Klassenerhalt sichern konnte, wechselte Næss in die Major League Soccer zu Columbus Crew. Auch dort spielte er zunächst regelmäßig, gegen Ende der Saison 2017 nahm die Anzahl seiner Einsätze jedoch ab und er kehrte wieder nach Europa zurück, um sich dem SC Heerenveen anzuschließen. Dort kam er aber nicht über die Rolle des Ergänzungsspielers hinaus. In seiner ersten Saison kam er nur zu neun Ligaeinsätzen, von denen er nur zwei über die volle Distanz absolvierte. In der Hinrunde der Saison 2018/19 wurde er auch nur bei der 3:5-Niederlage gegen Heracles Almelo am 5. Spieltag eingewechselt. Zur Rückrunde wechselte er zurück nach Norwegen zu Sarpsborg 08 FF. Drei Jahre später ging Næss weiter zum Zweitligisten Stabæk Fotball. Dort stieg er sofort zum Stammspieler auf und verpasste seit 2022 erst ein einziges Ligaspiel. Seit der Saison 2024 ist er Kapitän seiner Mannschaft.

## Nationalmannschaft
Am 30. Mai 2012 absolvierte Naess ein Testspiel für die norwegische U-19-Nationalmannschaft gegen Tschechien. Beim 1:0-Sieg wurde er in der 85. Minute für Fredrik Midtsjø eingewechselt.